# Куликов, Владимир Васильевич
Владимир Васильевич Куликов (род. 27 ноября 1937 года, Тула) — заслуженный архитектор Российской Федерации (1995), доктор архитектуры (2007), член-корреспондент Академии архитектурного наследия (2003), советник РААСН, профессор кафедры «Городское строительство и архитектура» Тульского государственного университета, член Союза писателей РФ, автор более двухсот проектов различных строений и архитектурных ансамблей.

## Биография
Родился в Туле в семье служащих. В 1941 году семья была эвакуирована на Урал, в Медногорск, вслед за Тульским оружейным заводом, где трудился отец. На фронте отец пропал без вести, а в 1955 году умер старший брат. Владимир пошёл работать на завод (впоследствии — Уралэлектро) и доучивался уже в вечерней школе. С июня 1956 по июль 1961 года служил в ВВС: курсант лётного училища, старший стрелок-радист, командир огневых установок воздушного корабля, слушатель курсов по усовершенствованию мастерства и переподготовки. Демобилизовавшись, в 1961 году поступил на градостроительный факультет Ленинградского инженерно-строительного института по специальности «Архитектура», во время учёбы в котором сумел объехать более двухсот городов России и Прибалтики.
После окончания института (1967) работал главным архитектором Валдая, одновременно исполняя обязанности районного архитектора. Затем начальником архитектурно-планировочной мастерской и главным архитектором проектов института «Новгородгражданпроект», ведущим архитектором Архангельской научно-реставрационной мастерской Министерства культуры РСФСР, занимаясь вопросами проектирования и формирования музея деревянного зодчества под открытым небом Русского Севера «Малые Корелы». Ходил в экспедиции по рекам Мезени и Онеге до Белого моря, изучал архитектуру и быт местных жителей.
Вернувшись в 1974 году в Тулу, Куликов сразу стал защищать её исторические районы от уничтожения. С 1975 года — член правления областной организации Союза архитекторов и руководитель секции ВООПИиК.
Был участником реставрации многих старинных зданий в Туле: это дома Лугининых, Добрыниных, Конопацких, Ливенцева, Белобородова. Его работы были отмечены многочисленными дипломами на российских и международных конкурсах и фестивалях.
В 1974—1984 годах работал главным архитектором отдела и проектов проектного института «Тульскгражданпроект». В 1984—1985 годах — главный архитектор проектов института «Тулагипросельхозстрой», в 1985—1986 годах — ведущий архитектор Управления по делам строительства и архитектуры Тулы.
В 1986—1994 годах — главный архитектор, начальник Тульской научно-реставрационной мастерской. В 1991—1994 годах — депутат, председатель комиссии по культуре и историческому наследию Тульского горсовета, с 1994 по 2004 год — директор муниципального научно-реставрационного предприятия.
Лауреат многих смотров-конкурсов Союза архитекторов СССР (1987, 1991), РСФСР (1982—1984, 1986—1988, 1990—1992), России (1994, 1998—2001), 2-го Всесоюзного фестиваля народного творчества (ВДНХ, 1987), ЦС ВООПИК (1987), премии «За большой вклад в возрождение культуры и нравственности г. Тулы» (1992).
В 1995 году Куликову было присвоено почётное звание «Заслуженный архитектор Российской Федерации».
С 1995 года работал по совместительству на кафедре промышленного и гражданского строительства Тульского государственного университета, а с 1997 года на постоянной основе преподаёт на кафедре «Городское строительство и Архитектура» ТулГУ в должности профессора, возглавляя архитектурно-реставрационное направление, открытие которого настоятельно добивался с 1986 года.
В 2001 году защитил диссертацию на соискание учёной степени кандидата архитектуры, а в 2007 году — доктора архитектуры.
Является автором более двухсот архитектурных и градостроительных проектов, проектов реставрации памятников архитектуры, автором и соавтором памятников, мемориальных знаков и памятных досок известным тулякам и выдающимся событиям.
Популяризирует архитектуру, пишет о проблемах градостроительства и сохранения историко-культурного наследия. Так, его книга «Ажур металла рукотворный» была отмечена дипломом и медалью на Всемирном Биеннале архитектуры—91 в Болгарии, дипломом I степени и премией «За глубокое исследование традиционной архитектуры Тулы» Союза архитекторов РСФСР в 1992 году.
Участник движения «Тульский некрополь». Коллекционирует фотографии Тулы начала XX века.
Дочь Анастасия — архитектор.

## Основные работы

### Книги
- Куликов В. В. Тульские деревянные кружева. — Тула: Приок. кн. изд-во, 1981. — 40 с.
- Куликов В. В. Ажур металла рукотворный: Художественный металл в архитектуре Тулы. — Тула: Приок. кн. изд-во, 1990. — 160 с. — ISBN 5-7639-0321-8.
- Куликов В. В., Кирюхин Н. К. Край наш Тульский. Путеводитель. Тула: Издательский Дом «Пересвет», 2002, 416 с.
- Боть В. И., Куликов В. В., Ошевский С. Д. Край наш Тульский: Путеводитель. — Тула: Издательский Дом «Пересвет», 2007. — 640 с. — 2000 экз. — ISBN 978-5-86714-284-2.
- Куликов В. В. Рекомендации по сохранению образцов деревянной архитектуры города Тулы. Тула: Изд-во ТулГУ, 2014. — 359 с.
- Куликов В. В. Архитектура жилища тульских оружейников конца XVIII—XX веков. Тула: Изд-во ТулГУ, 2014. — 150 с.
- Куликов В. В. Проблемы историко-культурного наследия Тульской области. Тула. Изд-во ТулГУ, 2015. — 407 с.
- Куликов В. В. Архитектурно-градостроительное краеведение XVIII — нач. XXI столетий. Тульская область. Тула: Изд-во ТулГУ, 2015. — 143 с.
- Куликов В. В. Металл в архитектуре и прикладном искусстве. Тула: Изд-во ТулГУ, 2015.
- Куликов В. В. Помнишь ли, Родина? : о туляках — оружейниках. Изд-во ТулГУ, 2013. 281 с.
- Куликов В. В. Исторические поселения земли Тульской: прошлое и настоящее. Тула: Изд-во ТулГУ, 2018. 378 с.

### Статьи
- Куликов В. В. Сохранить дорогое наследие. // Тула вечерняя, 1995. 18, 22, 23 августа, № 157, 159, 160.
- Куликов В. В. За культурное наследие. // Под сенью муз. 1995, декабрь, № 16.
- Куликов В. В. Богучарово в контексте градостроительной культуры и зодчества кон. XVIII—II пол. XIX вв. // Материалы 7-й Российской НПК «Сельская Россия: прошлое и настоящее». М., 1999. С. 67—69.
- Куликов В. В. Тульское Федяшево Усадьба Гартунгов. // Доклады и сообщения 8-й Российской НПК «Сельская Россия: прошлое и настоящее». М., 2001. С. 65—68.
- Куликов В. В. Деревянная архитектура Тулы и проблемы её сохранения в ходе реконструкции города // Сохранение памятников деревянного зодчества: Сб. науч. Тр. М., 1989. С. 100—119.
- Куликов В. В. Анализ реконструкции исторической части города Тулы и проблемы её перспективного развития. // Тезисы докладов Междунар. НПК «Реконструкция — Санкт-Петербург 2003». Часть 1. С. Пб.: СПбГАСУ, 2002. С. 12—13.
- Куликов В. В. Анализ тенденций территориального развития крупного города на примере Тулы. // Тезисы докладов Междунар. НПК «Градоформирующие технологии XXI века». М.: Научно-изд. центр «Инженер», 2001. С. 9—12.
- Куликов В. В. Деревянные кружева Тулы // Лес и человек. М., 1986. С. 62—64.
- Куликов В. В. Белев // Памятники отечества. М., 1990, № 2. С. 81—83.
- Куликов В. В. Твоих оград узор чугунный. В кн.: Тулы золотые мастера. Тула: Приок. кн. изд., 1991. С. 336—363.
- Куликов В. В. Металлические художества // Встреча. М.: Культпросветработа, 1993, № 2. С. 28—30.
- Куликов В. В. Художественный металл в архитектуре. // Сб. «Старинные производства Тульского края». Тула: Тул. обл. унив. науч. библиотека. 1994. С. 22—24.
- Куликов В. В. Домовая деревянная резьба как вид народных промыслов. // Сб. «Старинные производства Тульского края». Тула: Тул. обл. унив. науч. библиотека. 1994. С. 46—48.
- Куликов В. В. Дом на Пушкинской // Лицей на Пушкинской. Тула, 1995—1996. № 4—5. С. 44—47.
- Куликов В. В. Первый генеральный план застройки Тулы. В Материалах НПК «Тула историческая». Тула, 1996. С. 57—58.
- Куликов В. В. Перспективы развития города Тулы. В сб. матер. НК «Тульский край: история и современность». Тула: Адм. Тул. обл., ТулГУ. 1997. С. 179—181.
- Куликов В. В. О памятнике А. С. Пушкину в Туле // Лицей на Пушкинской. Тула, 1997—1998, № 8—10. С. 95—97.
- Куликов В. В. Пушкины и Тульский край. Федяшево // Лицей на Пушкинской. — Тула, 1998—1999, № 11—12 С.94—98.
- Куликов В. В. Первый генеральный план Тулы // Вести союза архитекторов России. М., 1999. С. 23.
- Куликов В. В. Состояние реставрации памятников архитектуры в Тульской области. В сб. материалов ВНТК «Актуальные проблемы строительства и строительной индустрии». Тула, 2000. С. 27—29.
- Куликов В. В. Шишикин Б. Т. Важнейший градостроительный элемент Тулы // Лицей на Пушкинской. Тула, 1999—2000, № 13—14. С. 4—6.
- Куликов В. В. Реставрация памятников архитектуры в Тульской области: современное состояние // Архитектурный вестник. М., 2001. С. 36—39.
- Куликов В. В. Проблемы градостроительства и экологии мест традиционного расселения тульских оружейников. // Тульский экологический бюллетень 2000. Тула, 2001. С. 184—187.
- Куликов В. В. Планировка Оружейной слободы и топонимика улиц. // Известия ТулГУ. Серия «Строительство и Архитектура», вып. З. Тула, 2001. С. 117—129.
- Куликов В. В. Возникновение Богородичного монастыря «что в Щеглове» как насущная необходимость. В кн.: Труды IV-Х Всероссийских чтений, посвящ. бр. Киреевским «Оптина пустынь и русская культура». Калуга, 2001. С. 344—348.
- Куликов В. В. Пушкин, Хомяков Федяшево, Богучарово // Лицей на Пушкинской. Тула, 2000—2002, № 15—17. С. 142—145.
- Куликов В. В. Усадьба Хомяковых Слободка. Материалы МНК «Хмелита — Липицы»: А. С. Хомяков. Проблемы биографии и творчества. Хмелитский сборник. Вып. 5. Смоленск: ОПТУ, 2002. С. 172—176.
- Куликов В. В. Анализ формирования планировочной структуры застройки дорегулярной Тулы. // Известия ТулГУ. Серия «Строительство и Архитектура», вып. 2. Тула, 2002. С. 69—82.
- Куликов В. В. Анализ первого генерального (регулярного) плана Тулы 1779 г. и его составляющих. // Известия ТулГУ. Серия «строительство и Архитектура», вып. 2. Тула, 2002. С. 83—91.
- Куликов В. В. Легкие города. // Архитектура — Строительство Дизайн. М., 2002, № 2 (30). С. 37—39.
- Куликов В. В. Сохранение фрагментов застройки и отдельных объектов тульских оружейников — актуальная задача времени. // Известия ТулГУ. Серия «Строительство и Архитектура», вып. 4. Тула, 2002. С. 86—105.
- Куликов В. В. Декоративное оформление жилищ оружейников. // Известия ТулГУ. Серия «Строительство и Архитектура», вып. 5. Тула, 2003. С. 105—116.
- Куликов В. В. Типы подворий и жилищ тульских оружейников. // Известия ТулГУ. Серия «Строительство и Архитектура», вып. 5. Тула, 2003. С. 116—125.
- Куликов В. В. Планировка и застройка Тулы конца XVIII перв. четв. XX вв. — пример компактного, ресурсосберегающего по своей сути, решения. // Известия ТулГУ. Серия «Строительство и Архитектура», вып. 5. Тула, 2003. С. 126—130.
- Куликов В. В. Письменные и графические источники по архитектурному краеведению тульского края за период с 20-х годов ХХ до начала XXI вв. // Известия Тульского государственного университета. Тула, 2004. С. 139—148.
- Куликов В. В. Тульская область: История административного образования. // Известия ТулГУ. Серия "Строительство и Архитектура, вып. 6. Тула, 2004. С. 108—129.
- Куликов В. В., Жалнина Г. Я., Куликова А. В. Куликов Вас. В. Проект реставрации церкви Александра Невского в с. Никольское Щекинского района Тульской области. // Известия ТулГУ. Серия «Строительство и Архитектура», вып. 6. Тула, 2004. С. 129—139.
- Куликов В. В. Анализ решений генплана Тулы 1971 г. // Известия ТулГУ. Серия «Строительство, архитектура и реставрация», вып. 7. Тула, 2004. С. 55—74.
- Куликов В. В. история образования и формирования планировочной структуры г. Белева. // Известия ТулГУ. Серия «Строительство, архитектура и реставрация», вып. 7. Тула, 2004.
- Куликов В. В. Этапы формирования системы расселения на территории Тульского региона. Состав населения // Известия ТулГУ, серия «Строительство, архитектура и реставрация». Вып. 12. Тула: Изд-во ТулГУ. 2008. С. 152—168.
- Куликов В. В. Анализ генеральных планов городов Тульского региона и их реализация // Известия ТулГУ, серия «Строительство, архитектура и реставрация». Вып. 9. Тула: Изд-во ТулГУ. 2006. С. 88—94.
- Куликов В. В. Система расселения Тульского региона: история и современность // Вестник Волгогр. гос. архит.-строит. ун-та. Сер.: Стр-во и архит. 2013. Вып. 31(50). Ч. 1. Города России. Проблемы проектирования и реализации. С. 112—118.
- Куликов В. В. Основные предложения по территориальному развитию Тульского региона в свете биосферной безопасности // Вестник ОСН РААСН, выпуск 13. Белгородский государственный технологический университет имени В. Г. Шухова, 2014. C. 119—126.

## Дополнительные сведения
- Владимир Куликов — заслуженный архитектор России, историк архитектуры и строительства (видео-интервью) // Особое мнение. Телеканал Первый тульский. 2016. 31 октября.